# Дикая природа Монголии

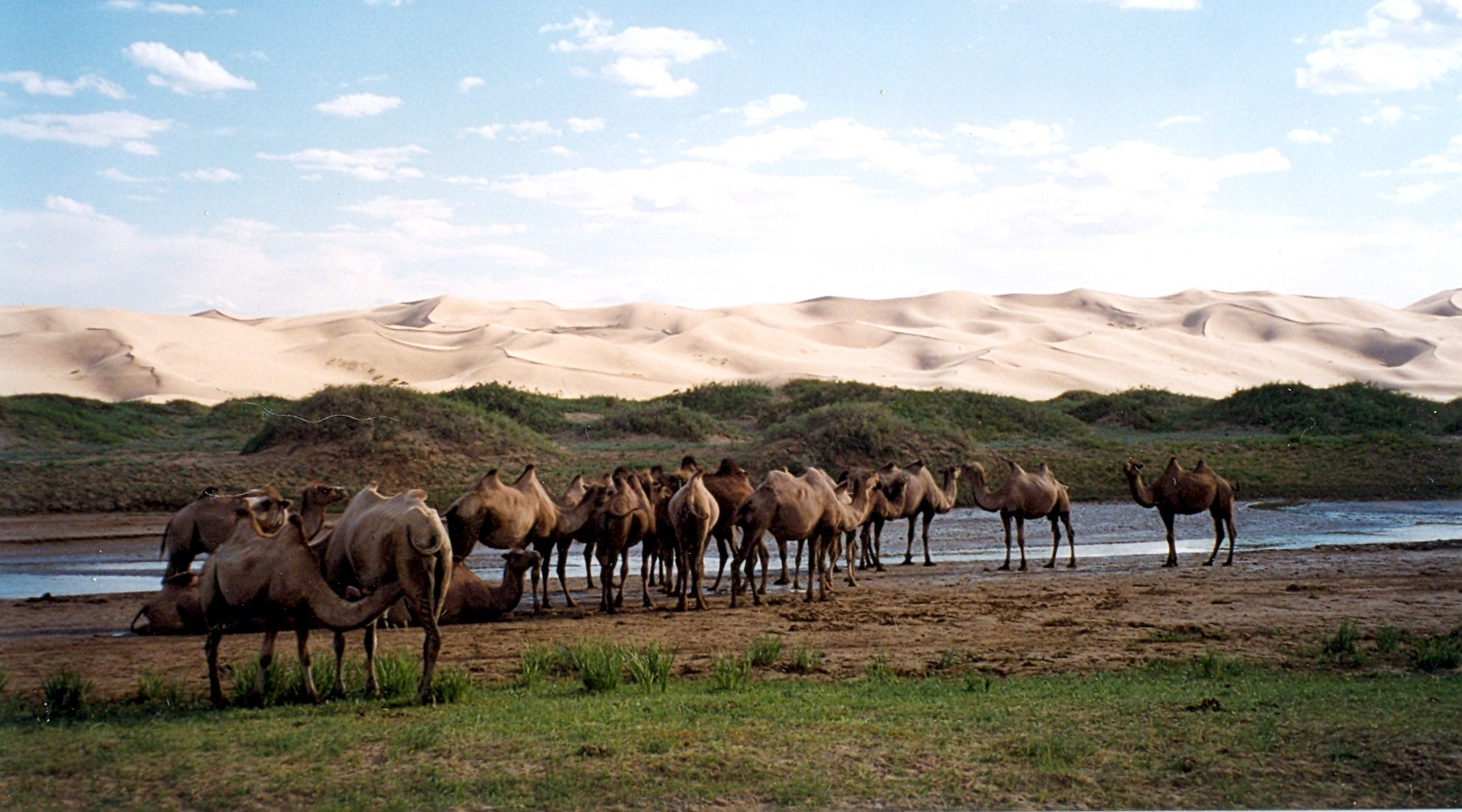
Национальный парк Гурвансахан, Гоби, Монголия

Дикая природа Монголии состоит из уникальных животных и растений, проживающих в разнообразных средах обитания: горах, пустынях и полупустынях, реках и озёрах.

## Флора

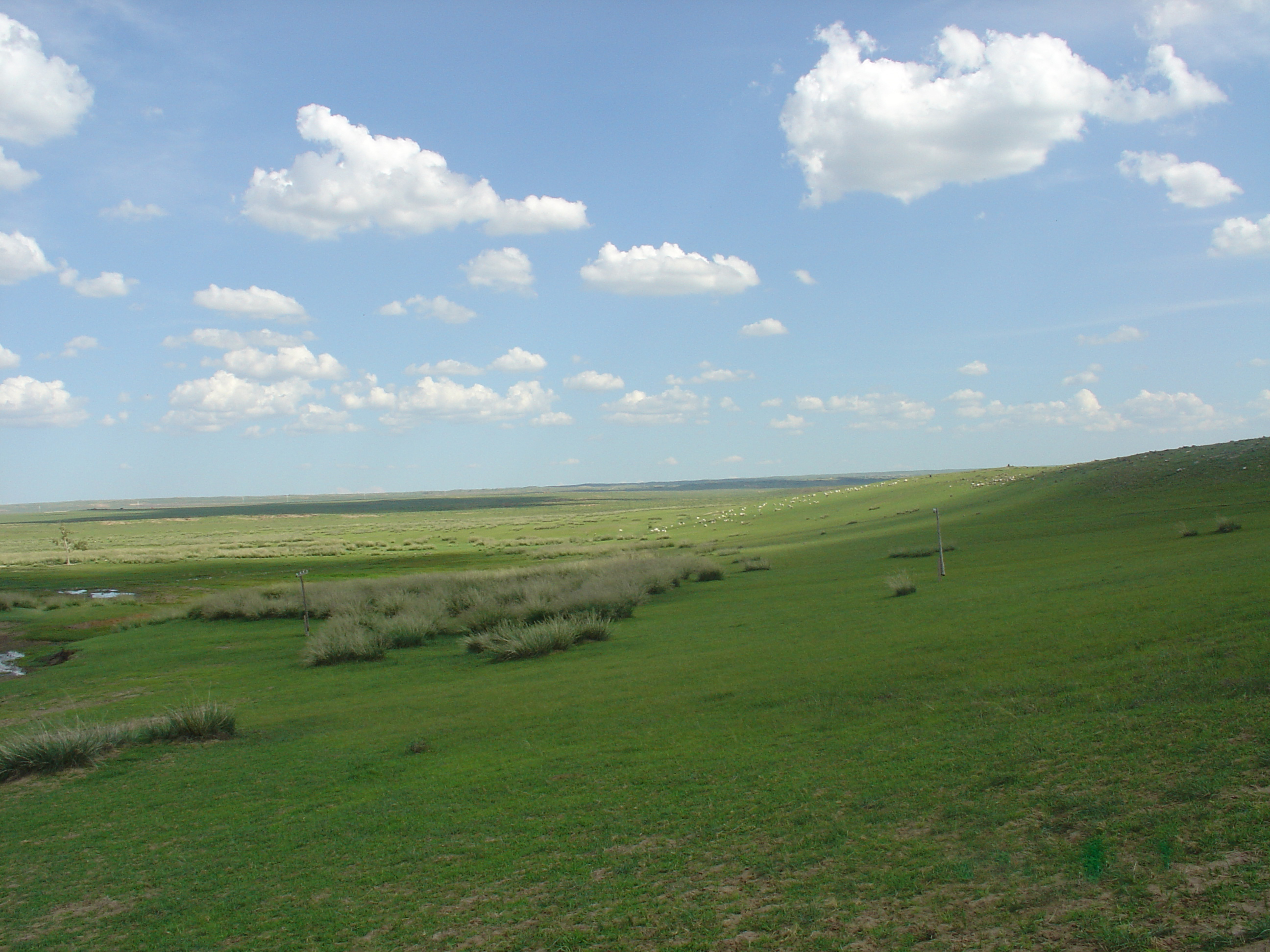
Монголо-Маньчжурская степь

Флора в Монголии представлена огромными пастбищами, которые являются основным источником питания для поголовья скота и диких травоядных. На них растёт ковыль, пырей, полынь и другие растения. В полупустынях и пустынях растёт саксаул и некоторые другие пустынные растения.
Леса в Монголии в основном представлены хвойными растениями, такими как сибирская лиственница, сибирский кедр, ель, сосна и пихта. Также растут берёзы, осины и тополя.
В Монголии также растут рододендроны, цветущие цветами различных цветов.

## Фауна
Фауна страны насчитывает 138 видов млекопитающих (14 под угрозой исчезновния), 532 вида птиц (37 — исчезающие), 8 — амфибий, 22 — рептилий, 82 видов рыб.

### Млекопитающие

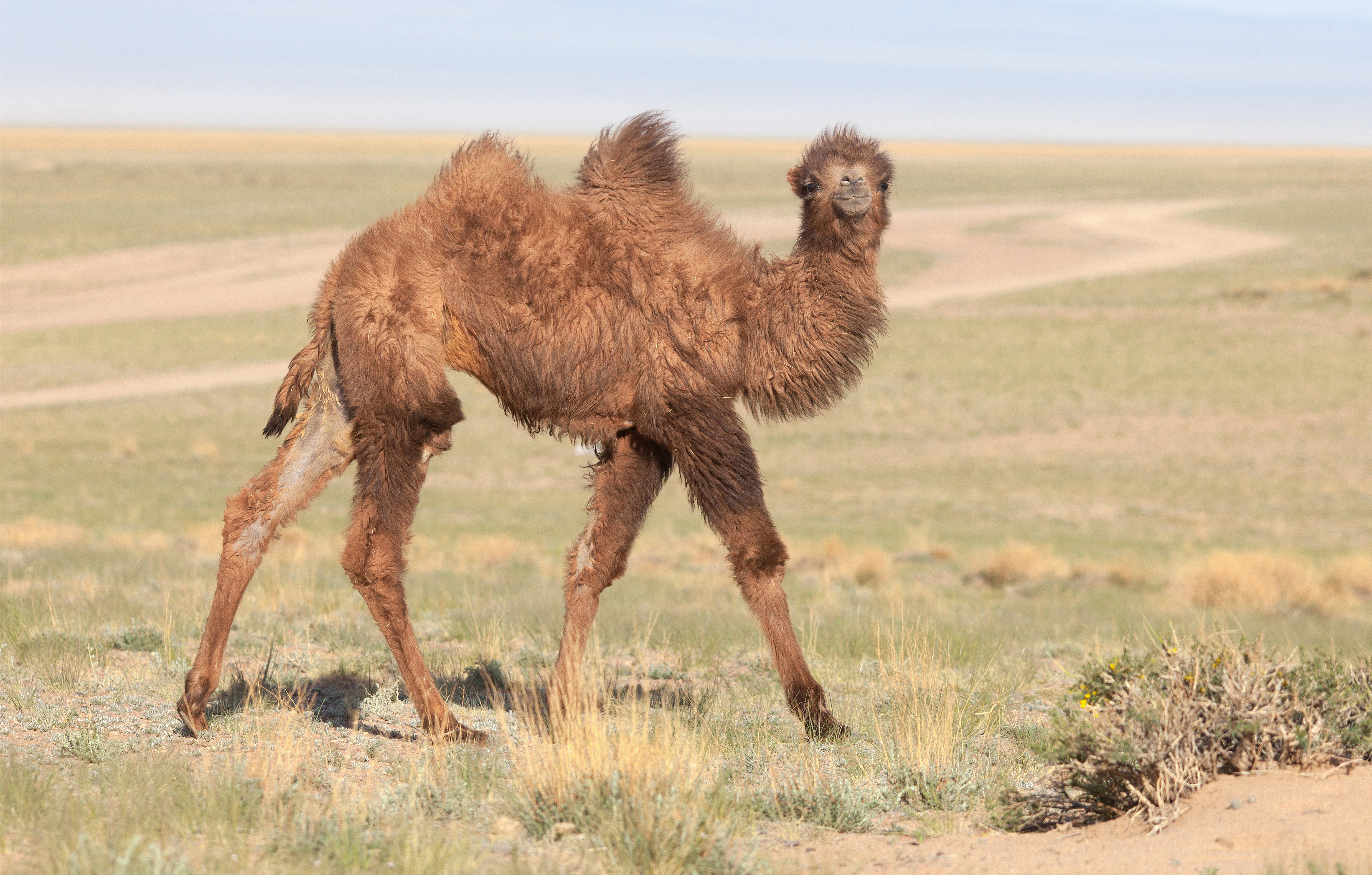
Двугорбый верблюд
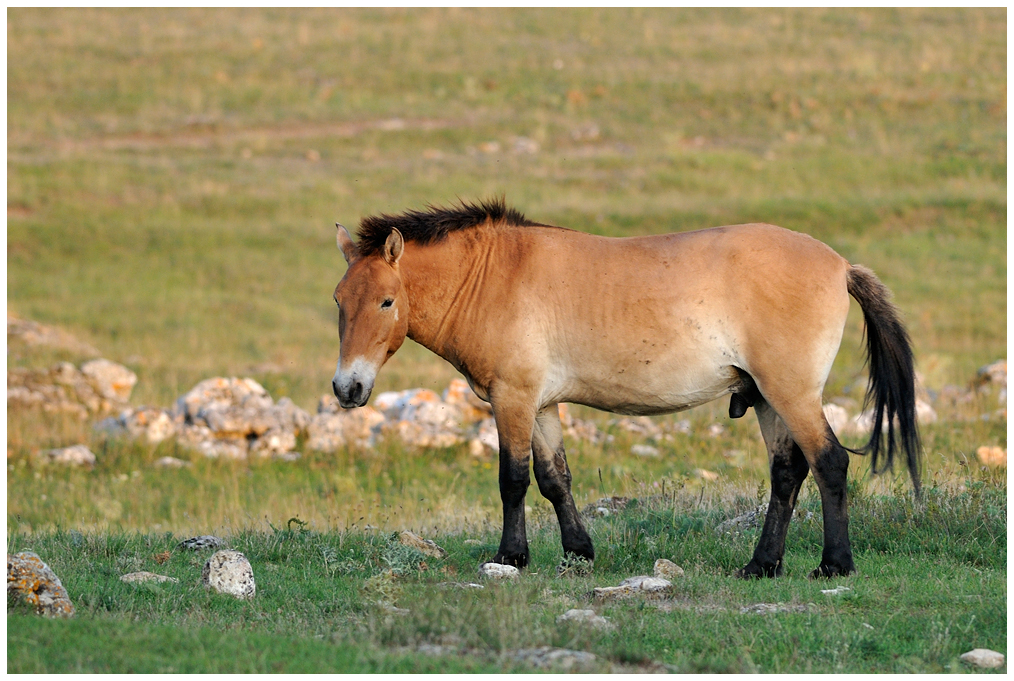
Лошадь Пржевальского
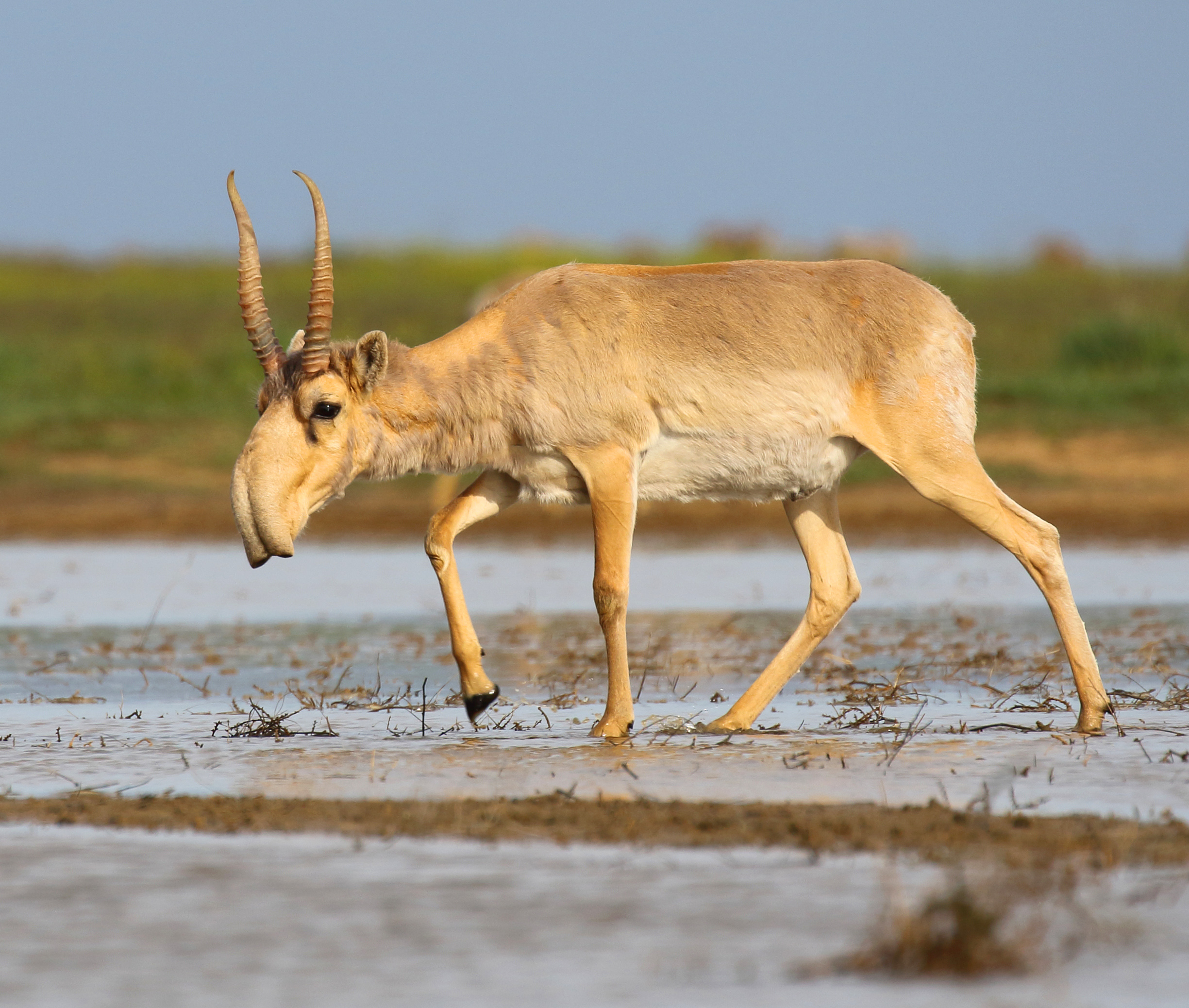
Сайгак
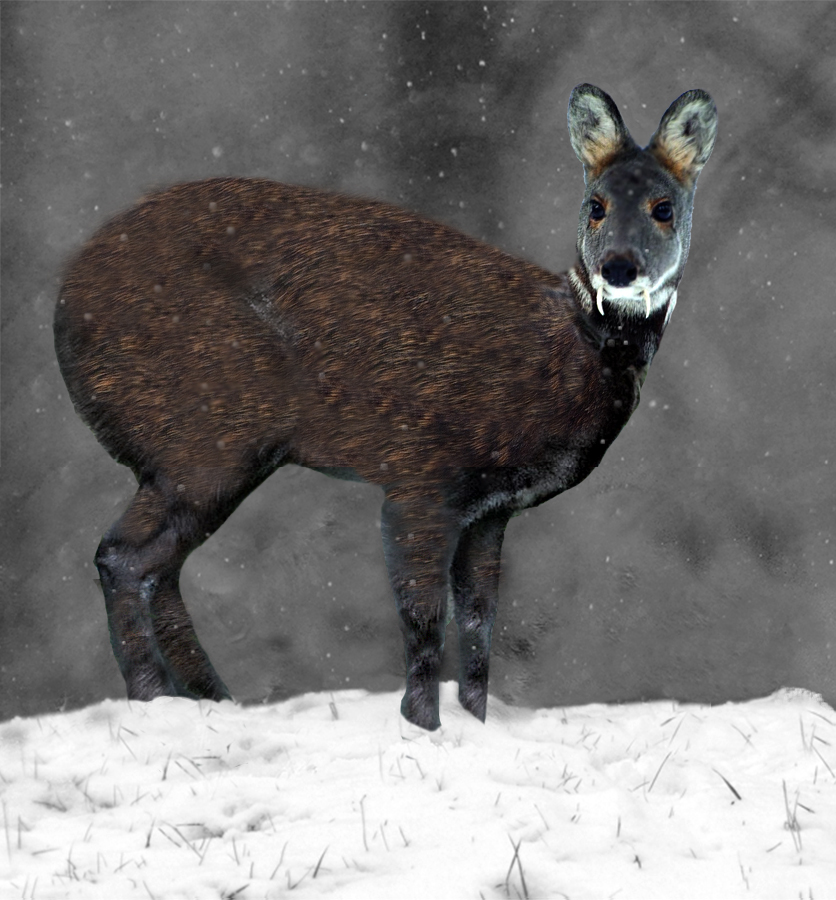
сибирская кабарга
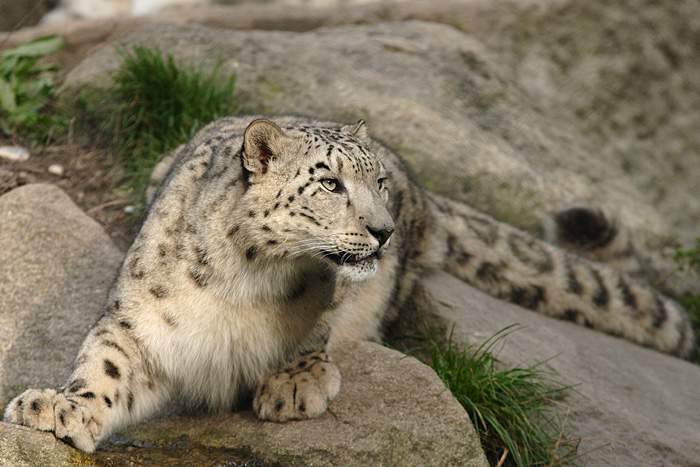
Снежный барс

В Монголии обитает 138 видов млекопитающих, 14 из которых под угрозой исчезновения. Среди крупных млекопитающих, Монголию населяют серые волки, сибирские козлы, исчезающими являются двугорбые верблюды, ирбисы, гобийские медведи, куланы и другие.
В Монголии также обитают сайгаки, лошади Пржевальского, архары, сибирская кабарга, манулы, кабаны, благородные олени, ондатры, рыжие лисицы и многие другие.

### Птицы

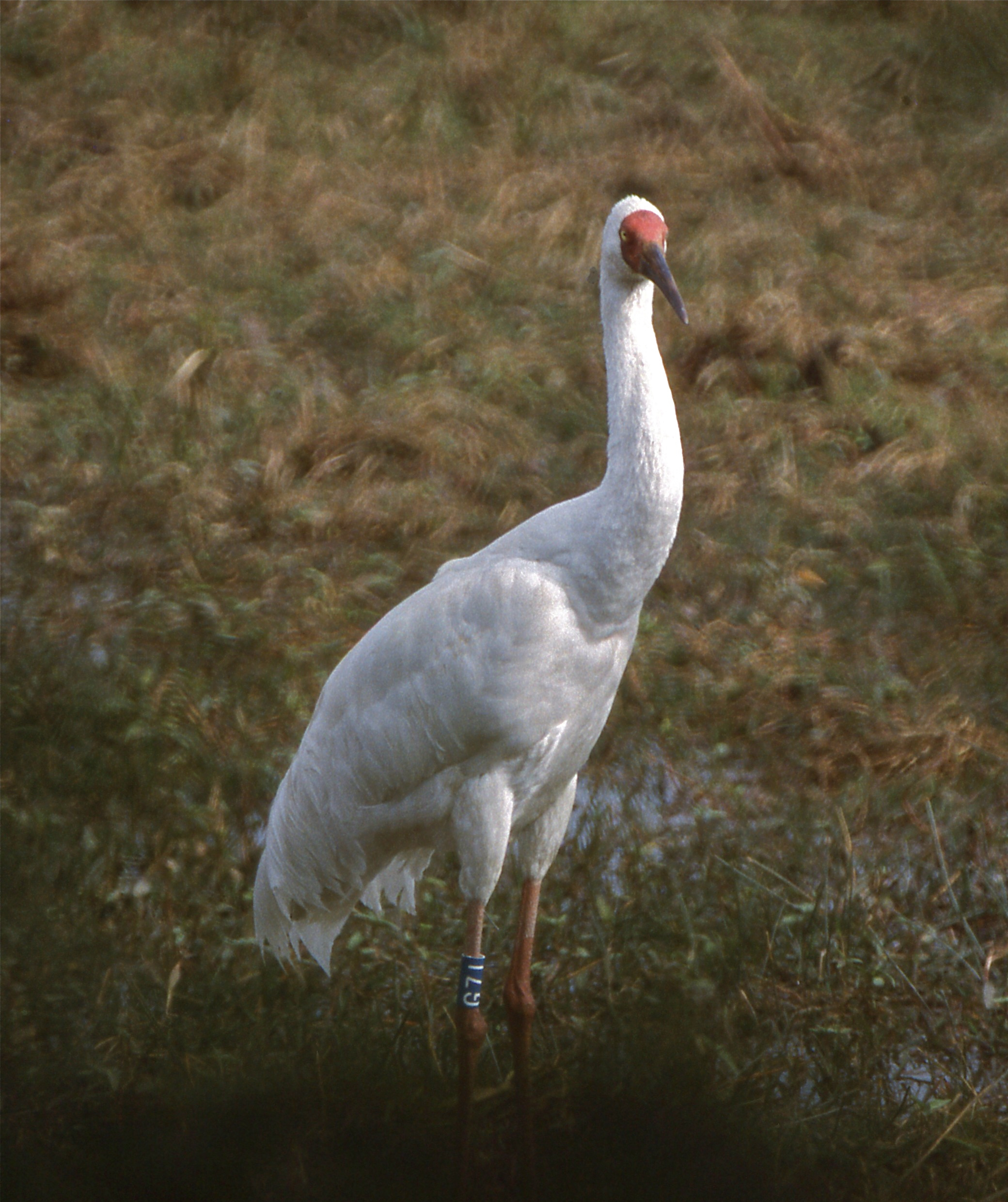
Стерх (белый журавль)
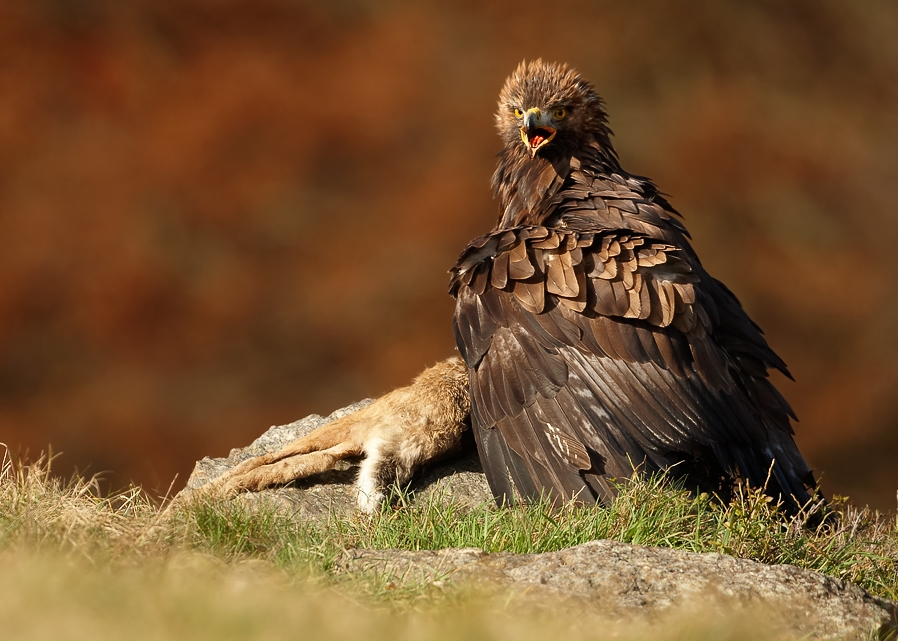
Беркут
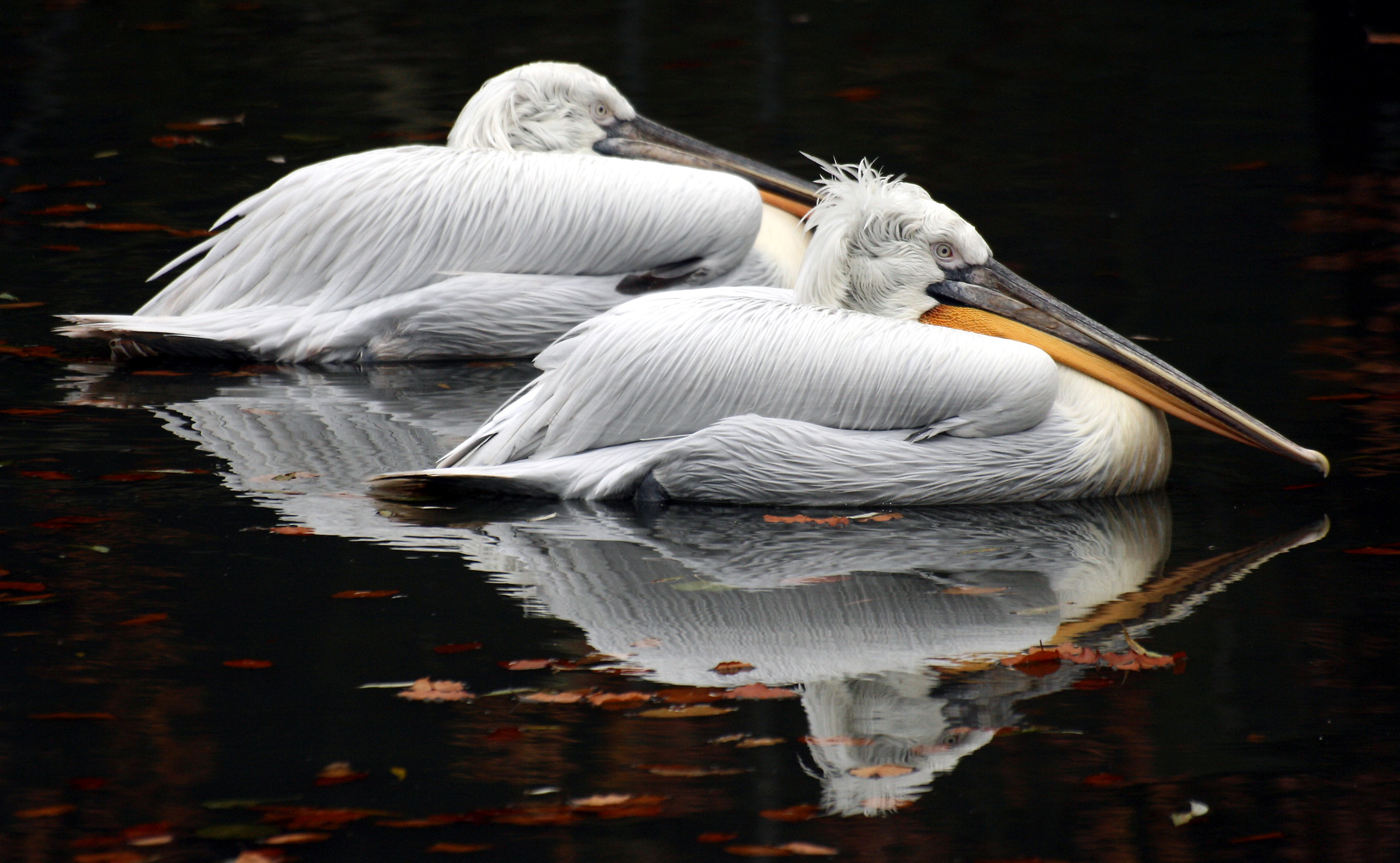
кудрявый пеликан

В Монголии встречается 532 вида птиц, включая 32 вида находящихся под угрозой исчезновения. 330 видов птиц являются мигрирующими, среди них чёрный и дальневосточный аисты, египетская и серая цапли, белый журавль, находящийся под угрозой вымирания.
К не мигрирующим относятся рябчик, белая куропатка, глухарь, фазан, кукушка. Распространены сапсаны, кречеты, различные орлы и грифы, Также встречается кудрявый пеликан, изредка розовые фламинго.

### Рыба
В Монголии встречается 82 вида рыб, 4 из которых виды-эндемики. В реках и озёрах страны встречаются сибирский и амурский осётр, язь, налим, плотва, хариус. Также распространена амурская щука, сазан, сиг и другие. Заплывает в монгольские воды и белый амур.

## Охрана природы
В 1990 году было принято решение объявить 100 процентов территории страны национальным парком, но потом цифру уменьшили до достижимых 30 %, в итоге 13,5 % площади Монголии занимают 55 охраняемых природных территорий: 12 заповедников, 19 национальных парков, 18 природных резерватов и 6 памятников природы.

### Некоторые охраняемые территории, национальные парки и заповедники Монголии
Строго охраняемые территории:
- Хасагт Хайрхан — 27 400 га
- Хух Серхиин Нуруу — 65 900 га
- Хан Хенти Уул — 1 227 000 га
- Заповедник Отгон Тенгер — 95 500 га
- Нумруг — 311 200 га
- Монгол-Дагурский — 103 000 га

Национальные парки
- Гоби-Гурван-Сайхан — 2 171 737 га
- Ховсгул Нуур — 838 100 га
- Хорго-Тэрхийн-Цагаан-Нуур — 77 267 га
- Горхи-Тэрэлж — 286 400 га
- Алтай-Таван-Богд — 636 161 га
- Цамбагарав Уул — 110 960 га
- Хустейн-Нуруу — 50 620 га
- Хувсгел — 838 070 га
- Южно-Алтайский Гобийский национальный парк

Национальные заповедники
- Угтам Уул — 46 160 га
- Лхачинвандад Уул — 58 800 га
- Булган-Гон — 7 657 га
- Шарга и Манхан — 390 071 га
- Нагалхан Уул — 3076 га
- Батхан Уул — 21 850
- Ган-Галуут — 200 км²

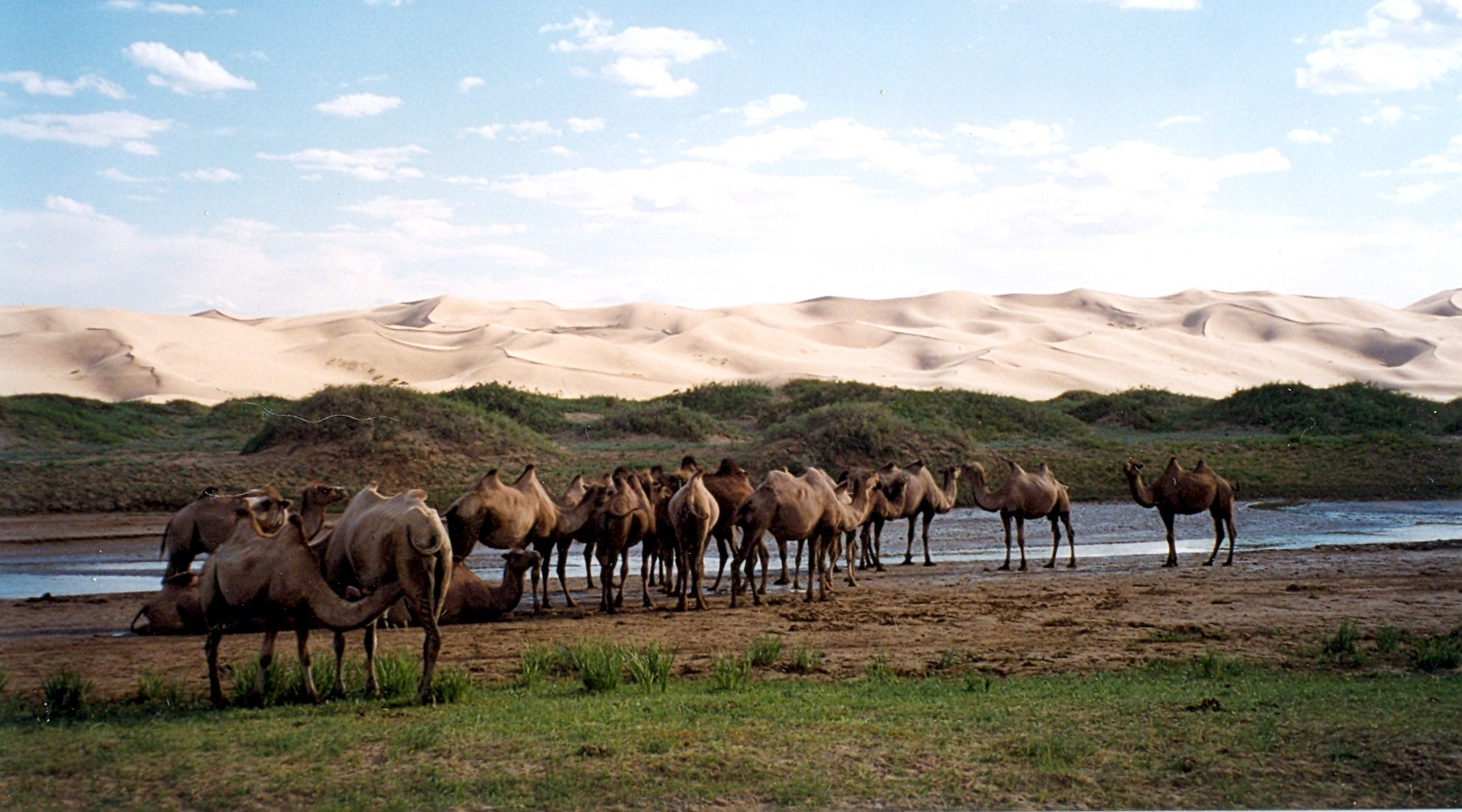
Национальный парк Гоби-Гурван-Сайхан
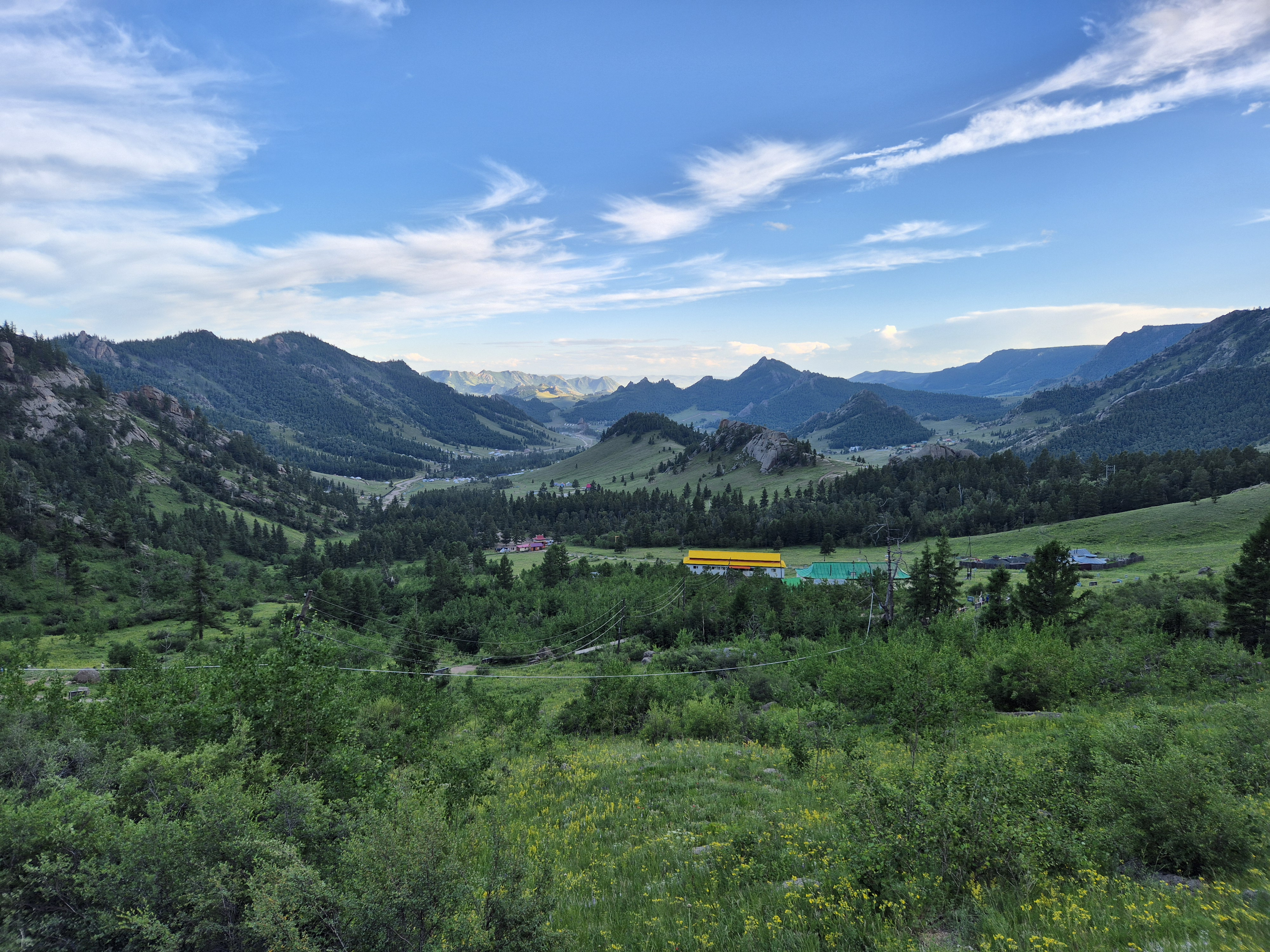
Национальный парк Горхи-Тэрэлж
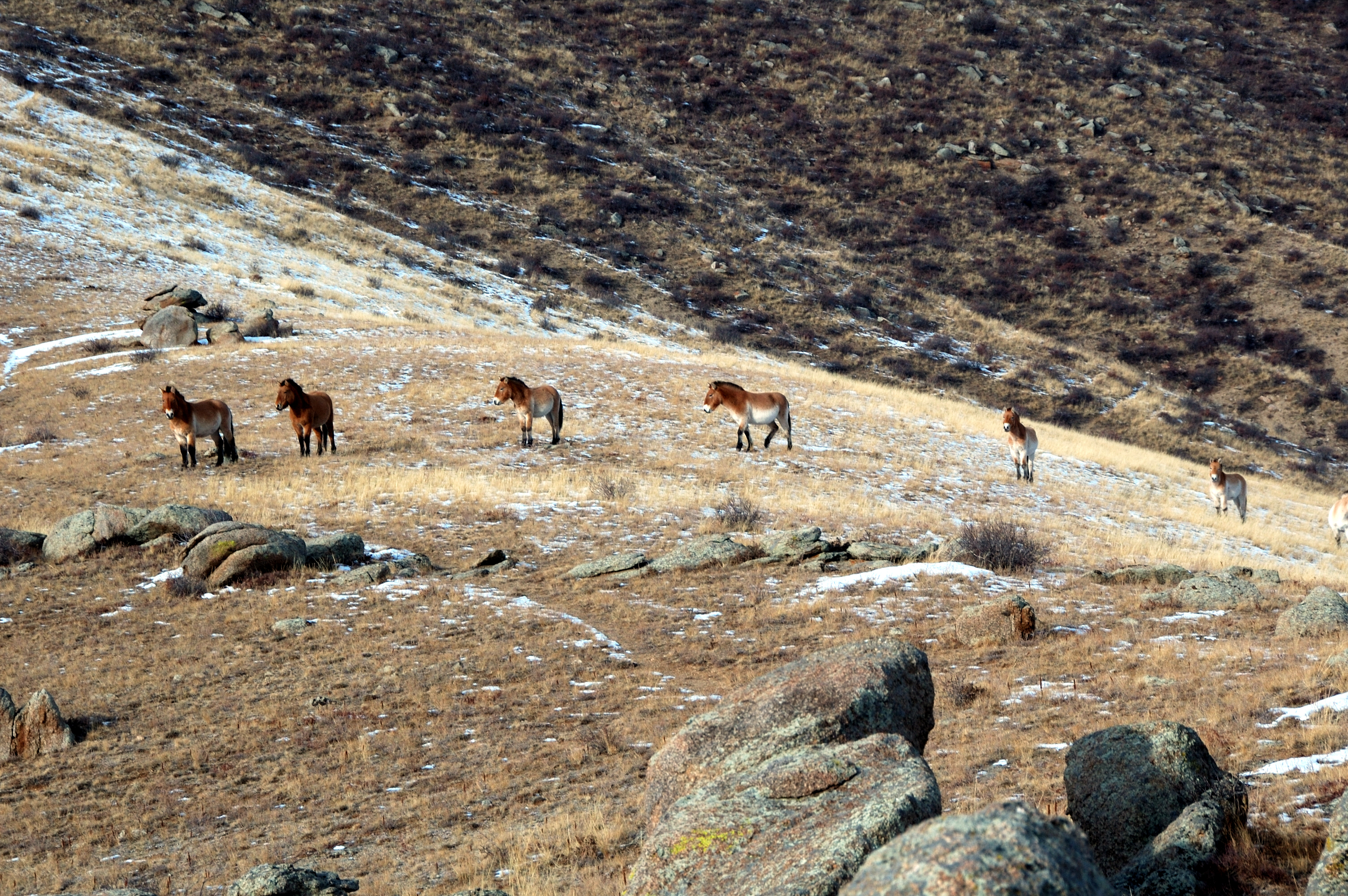
Национальный парк Хустайн Нуруу